# 青雲駅
座標: 北緯22度23分26.06秒 東経113度58分1.56秒 / 北緯22.3905722度 東経113.9671000度
青雲駅（せいうんえき）は香港新界屯門区にある、香港軽鉄の駅である。駅番号は 050。この駅が所在の青雲路から命名された。

## 利用可能な系統
香港軽鉄
■610系統
■615系統
■615P系統

## 駅構造
相対式ホーム2面2線の地上駅。
のりば
| ➊番線 | ■610系統・■615系統          | 元朗方面     |
| ➊番線 | ■615P系統                   | 兆康方面     |
| ➋番線 | ■610系統・■615系統■715P系統 | 屯門碼頭方面 |

## 駅周辺
- 香港専業教育学院屯門分校
- 楊小坑
- 聖彼得堂
- 屯門工業区
- 楊小坑錦簇花園
- 吉田工業株式会社 (英語：YKK )センター

## 歴史
- 1988年9月18日 - 龍門路の前にあることから、「龍門」という名前として開業し、第一代の「龍門駅」である。
- 1989年2月5日 - 近くの道の龍門路が鳴琴路に変更され、当時の工業学院の正門の近くにあるので、「工業学院」に変更されていた。
- 2003年 - 西鉄線の開業に伴い、現在の「青雲」に変更されている。

## 隣の駅
香港鉄路
■軽鉄
■610系統
青山村駅 (040) - 青雲駅 (050) - 鳴琴駅 (200)
■615系統
青山村駅 (040) - 青雲駅 (050) - 鳴琴駅 (200)
■615P系統
青山村駅 (040) - 青雲駅 (050) - 鳴琴駅 (200)